# Адамов, Евгений Михайлович
Евге́ний Миха́йлович Ада́мов (1900, Санкт-Петербург — 1920, Тамбовская губерния) — активный участник становления советской власти в Липецке.

## Биография
Родился 16 февраля 1900 года в семье рабочего Путиловского завода; учился в гимназии. Участник Первой мировой войны. Февральская революция застала его на Кавказском фронте. Вёл революционную агитацию среди солдат, за что был посажен в тифлисскую тюрьму. В дни Октябрьской революции Адамов, служивший к тому времени в Петрограде, вступил в отряд Красной гвардии, участвовал в штурме Зимнего дворца.
Раненый на фронте красноармеец конного отряда Адамов в апреле 1918 года оказался в Липецке. В сентябре того же года, вступив в РКП(б), выполнял поручения уездного комитета партии. В мае 1919 года добровольцем ушёл на Западный фронт. После ранения вернулся в Липецк. С середины декабря 1919 года возглавлял Липецкую уездную комсомольскую организацию, работал в ЧК.
В 1920 году направлен в Тамбовскую губернскую ЧК. Выполняя очередное задание, в неравном бою у села Каменка Кирсановского уезда Тамбовской губернии был схвачен и 30 августа 1920 года убит антоновцами.

## Память
- К 50-летию Великой Октябрьской социалистической революции на площади Революции был открыт памятник-обелиск, рядом с которым на изогнутой стеле барельефное изображение лиц тех, кто принимал активное участие в утверждении Советской власти в Липецке. На торце стелы начертаны их имена, в том числе и Евгения Адамова.
- 27 октября 1967 года Уступная улица в Липецке была переименована в улицу Адамова.